# Meromyza neglecta
Meromyza neglecta är en tvåvingeart som beskrevs av Lidia Ivanovna Fedoseeva 1974. Meromyza neglecta ingår i släktet Meromyza och familjen fritflugor. Inga underarter finns listade i Catalogue of Life.